# Plocopsylla lewisi
Plocopsylla lewisi är en loppart som beskrevs av Beaucournu et Gallardo 1988. Plocopsylla lewisi ingår i släktet Plocopsylla och familjen Stephanocircidae. Inga underarter finns listade i Catalogue of Life.